# Sloboda: list za politiku i narodne interese
Sloboda: list za politiku i narodne interese  bile su prve sušačke novine. Nastavljajući "pravaške težnje" kraljevičkog Primorca izlaze od 1878. na Sušaku, sve do 1883.  Odgovorni urednik bio je S. Štiglić. Od 1884. tiskale su se u Primorskoj tiskari. U 1884. prelaze u Zagreb (Tiskara Davida Starčevića i drugovah), gdje izlaze pod imenima Hrvatska pa Hrvatska domovina i konačno se sjedinjuju s Hrvatskim pravom. Izlazile su tri puta tjedno i donosile političke, gospodarske i kulturne vijesti. Suradnici su, uz ostale, bili dr. H. Hinković, A. Kovačić, A. Harambašić. U novinama je povremeno bilo i članaka na talijanskom jeziku, a zanimljiv je niz članaka pod nazivom I nostri onorevoli u godištima 1878. i 1879., u kojima se opisuju riječke političke ličnosti XIX. stoljeća: riječki gradonačelnik Giovanni de Ciotta, novinar i nakladnik Emidio Mohovich i drugi. Sveučilišna knjižnica u Rijeci digitalizirala je brojeve koje čuva u svom fondu (iz 1878., 1879. i 1881. godine).

## Vanjske poveznice
- Digitalizirane novine u fondu SVKRI. libraries.uniri.hr. Pristupljeno 7. ožujka 2023.